# Mark Kerr (General)

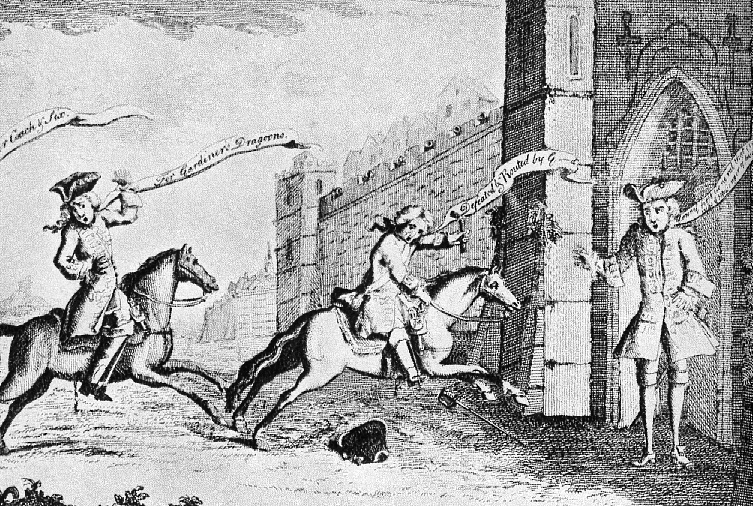
Karikatur des nach Berwick fliehenden John Cope, wo ihn Mark Kerr empfängt

Lord Mark Kerr (getauft 1. April 1676; † 2. Februar 1752 in London) war ein britischer General.
Mark Kerr war der vierte Sohn des schottischen Adligen Robert Kerr, 1. Marquess of Lothian und seiner Frau Lady Jane Campbell, Tochter des Archibald Campbell, 1. Marquess of Argyll. Sein Vater war ein loyaler Unterstützer des schottisch-englischen Königs Wilhelm III. und Mark Kerr wurde wie sein ältester Bruder William Kerr, der 1703 ihren Vater beerbte, Soldat. Am 8. Juni 1693 wurde er zum Captain ernannt. Während des Spanischen Erbfolgekriegs diente er in Spanien und wurde 1707 in der Schlacht bei Almansa, die eine entscheidende Niederlage der Alliierten in Spanien war, verwundet. Als Brigadier-General gehörte Kerr zu den Truppen, die während des Kriegs der Quadrupelallianz 1719 das spanische Vigo besetzten. Ab Mai 1732 amtierte er als Colonel eines Dragonerregiments, das nach ihm Kerr’s Regiment of Dragoons genannt wurde. 1740 wurde er zum Gouverneur von Guernsey ernannt, ehe er 1743 zum General befördert wurde. Während des Jakobitenaufstands von 1745 bis 1746 war Kerr 1745 Gouverneur von Berwick upon Tweed. Als General Sir John Cope nach der Schlacht bei Prestonpans an der Spitze seiner geschlagenen Truppen nach Berwick flüchtete, verspottete ihn Kerr, dass er der erste General sei, der selbst die Nachricht seiner eigenen Niederlage überbrachte, was auch in der zeitgenössischen schottischen Ballade Hey, Johnnie Cope, Are Ye Waking Yet? erwähnt wird. Im selben Jahr wurde Kerr Gouverneur von Edinburgh Castle, das der Belagerung durch die Jakobiten standhielt.
Kerr blieb unverheiratet und wurde vier Tage nach seinem Tod in Kensington beigesetzt.